# Аккерет, Якоб
Якоб Аккерет (17 марта 1898, Цюрих — 27 марта 1981, Госсау, Санкт-Галлен или Кюснахт) — швейцарский учёный-механик, работавший в области аэродинамики. Признан одним из ведущих экспертов воздухоплавания XX века.

## Биография
Окончил Швейцарскую высшую техническую школу Цюриха (ETH) в 1920 году, ученик Ауреля Стодолы. С 1921 по 1927 год работал у Людвига Прандтля в Гёттингене. В 1927 году получил докторскую степень в ETH.
Работал в компании Escher Wyss AG в Цюрихе на должности главного инженера.
Профессор аэродинамики в Цюрихе (1931). Вернер фон Браун был одним из его учеников.
Занимался расчётом газовых турбин, известен своими исследованиями пропеллеров и высокоскоростных течений. Активно участвовал в решении практических инженерных задач — таких, как разработка винтов переменного шага для судов и самолётов. Наиболее важным его изобретением была газовая турбина с замкнутым контуром (в соавторстве с Куртом Келлером, англ. Curt Keller).
Внёс значительный вклад в исследования по сверхзвуковой аэродинамике. Рассчитал подъёмную силу и сопротивление сверхзвуковых профилей. Предложил название «число Маха» для отношения скорости течения к скорости звука. На конференции в Риме в 1935 году представил проект сверхзвуковой аэродинамической трубы.
В 1976 году избран иностранным членом Национальной инженерной академии США за «вклад в понимание высокоскоростных и сверхзвуковых течений газа, что приводит к значительному развитию науки о полёте».

## Награды
- 1965 — Кольцо Людвига Прандтля
- 1969 — Медаль Тимошенко